# Garelli Urka
Die Garelli Urka war ein sportliches Kleinkraftrad des italienischen Herstellers Garelli, das zwischen 1987 und 1991 hergestellt wurde. Es gehörte zu den letzten Entwicklungen der Marke vor der endgültigen Produktionsaufgabe Anfang der 1990er Jahre.
Die Urka kombinierte moderne Technik wie Flüssigkeitskühlung, elektronische Zündung und Scheibenbremse vorn mit einem auffälligen Design. Sie wurde unter anderem in den Ausführungen Urka Es-LC und Urka Soft Lever produziert, die sich in Farbe und Ausstattung geringfügig unterschieden. Zielgruppe waren vor allem Jugendliche, die ein sportliches, leistungsfähiges Kleinkraftrad im Mokicksegment suchten.
Trotz ihrer hochwertigen Technik und modernen Ausstattung blieb der Verkaufserfolg begrenzt – vermutlich wegen des vergleichsweise hohen Preises.

## Technische Daten
| Merkmal               | Garelli Urka Es-LC (1990)                      |
| --------------------- | ---------------------------------------------- |
| Motortyp              | Einzylinder-Zweitaktmotor, flüssigkeitsgekühlt |
| Hubraum               | 49 cm³                                         |
| Bohrung × Hub         | 40 mm × 39 mm                                  |
| Verdichtung           | 13 : 1                                         |
| Leistung              | 3 PS bei 5000/min                              |
| Zündung               | Elektronische CDI-Zündung                      |
| Vergaser              | Dell’Orto SHA 14/12                            |
| Getriebe              | 3-Gang-Schaltgetriebe                          |
| Kupplung              | Mehrscheibenkupplung im Ölbad                  |
| Antrieb               | Kette                                          |
| Rahmen                | Geschweißter Stahlrohrrahmen                   |
| Vorderradaufhängung   | Teleskopgabel                                  |
| Hinterradaufhängung   | Schwinge mit Monofederbein                     |
| Reifen vorne          | 2.75 × 16"                                     |
| Reifen hinten         | 3.25 × 16"                                     |
| Bremsen vorne         | Scheibenbremse                                 |
| Bremsen hinten        | Trommelbremse                                  |
| Leergewicht           | 77 kg                                          |
| Höchstgeschwindigkeit | ca. 45 km/h                                    |
| Tankinhalt            | 4,7 Liter                                      |
| Verbrauch             | ca. 2,5 l/100 km                               |